# Ліліан Жозен
Ліліан Жозен (фр. Liliane Jauzin) — французька письменниця, психологиня та паранауковиця середини XX століття, займалася дослідженнями у галузі графології.
Емпірично дослідила взаємозв'язок між особливостями почерку та характерами, темпераментами людей. Описала багато цікавих випадків зміни почерків людей залежно від обставин та їхнього настрою.
У 1962 році на слова Ліліан Жозен Жоржем Дандло були написані Шість Хорів для трьох жіночих або дитячих голосів a cappella.

## Відомі праці
| Назва книги                              | Опис | Мова       | Рік  | Видавництво  | Кількість сторінок |
| ---------------------------------------- | --- | ---------- | ---- | ------------ | ------------------ |
| 1. Словник графологічної термінології    | Розгляд графології як науки, дослідження її природи, сутності та термінології.                                                                                        | французька | 1956 | Fulgur       | 204                |
| 2. Підніміть маску (психологія для всіх) | Дослідження зв'язків психології із графологією у легкій для розуміння формі. У книжці містяться близько 200 ілюстрацій, які допомагають читачу краще осягти матеріал. | французька | 1956 | Sedico Paris | 203                |